# Emartro
Il termine emartro in medicina indica il processo in cui il liquido ematico (sangue) si versa in un'articolazione. È un riscontro comune in caso di emofilia o di traumi articolari.

## Etimologia
La parola deriva dal greco haima che significa sangue e arthron che vuol dire articolazione.

## Cause
Le cause possono essere:
- Eventi traumatici (es. incidenti sportivi, infortuni sul lavoro, traumi della strada)
- Situazioni che predispongono ad un'emorragia (es. malattie come l'emofilia oppure l'assunzione di warfarin, eparina, apixaban o altri anticoagulanti
- Processi infiammatori che coinvolgono le articolazioni (in questi casi è più spesso in causa un versamento articolare)
- Interventi chirurgici ortopedici (ad esempio un emartro ricorrente è stato associato a interventi di artroplastica del ginocchio).[1]

## Diagnosi
L'emartro è diagnosticato attraverso diversi metodi:
- Esame obiettivo: è il primo passo diagnostico; l'articolazione del paziente viene manipolata per verificare la presenza di versamento articolare
- Artrocentesi: questa procedura permette l'aspirazione del liquido sinoviale dalle articolazioni. Un ago in genere di dimensioni 18-20 G viene introdotto nell'articolazione (ad esempio quella del ginocchio) per prelevare una piccola quantitàdi liquido sinoviale (a scopo diagnostico sono sufficienti 3-5 cc). La presenza di liquido dalla tonalità rossa sta a indicare un'emartro. Un campione del liquido viene successivamente inviato al laboratorio analisi per eseguire ulteriori test sulle caratteristiche chimico-fisiche del liquido e la valutazione microscopica.[2]
- Esami di laboratorio, e in particolare test di coagulazione del sangue e dosaggi dei fattori coagulativi del sangue, sono indicati qualora si sospetti un disordine della coagulazione (ad esempio un'emofilia). Se il paziente sta assumendo un anticoagulante (ad esempio eparina o warfarin) può essere indicata l'esecuzione, rispettivamente, del tempo di tromboplastina parziale (aPTT) o del tempo di protrombina e del rapporto internazionale normalizzato (INR). Se il paziente assume invece un nuovo anticoagulante orale si può avere emartro anche in presenza di valori di PT nei limiti di norma o non significativamente aumentati.
- Esami di imaging radiologico: la presenza di emartro impone, come passo successivo, l'esecuzione di una radiografia standard dell'articolazione, alla ricerca di eventuali lesioni ossee. Ulteriori approfondimenti possono essere eseguiti con la tomografia computerizzata e in particolare con la risonanza magnetica particolarmente indicata per la ricerca di lesioni articolari e/o tendinee.[3]
- Artroscopia: in considerazione del fatto che l'esame clinico può condurre ad una diagnosi incerta o errata, perfino se eseguito sotto anestesia e da medici esperti, molti autori ritengono che l'artroscopia, specie nei casi più complessi e associati a lesioni legamentose, possa condurre ad una diagnosi e ad un trattamento rapido, accorciando notevolmente il periodo di disabilità e riducendo il ricorso al ricovero ospedaliero.[4][5][6]

## Trattamento
Nell'emofilia l'emartro può verificarsi spontaneamente. L'emartro ricorrente è una delle principali cause di disabilità in questi pazienti a causa del verificarsi dell'artropatia emofilica, una condizione che spesso richiede la sinoviectomia, la sostituzione dell'articolazione, e un incremento della terapia medica volta a prevenire ulteriori episodi di sanguinamento.

Ridurre gli eventi di emartro utilizzando la somministrazione endovenosa di concentrato di fattori della coagulazione del sangue in modo regolare, partendo fin dalla prima infanzia, riduce il deterioramento articolare e aumenta la qualità della vita del paziente, rispetto ad un trattamento "on demand", ovvero un trattamento che viene posto in atto solo dopo il verificarsi di un episodio emorragico. La dose minima efficace e la migliore frequenza di somministrazione non sono state ancora adeguatamente stabilite. A causa della mancanza di dati sufficienti in letteratura, non è chiaro se la terapia preventiva con concentrato di fattori della coagulazione sia anche efficace nel ridurre il deterioramento articolare se il trattamento è iniziato dopo che si è già verificato un primo danno articolare.
Prima dell'avvento dell'artroscopia il trattamento di un emartro acuto post traumatico del ginocchio si basava sull'aspirazione del versamento ematico, seguita da trazione, bendaggio compressivo o immobilizzazione in un tutore ortopedico. Oggigiorno una elevata percentuale di questi pazienti viene sottoposta ad un intervento di artroscopia, sia per completamento diagnostico, sia come mezzo di un rapido intervento chirurgico (ad esempio la rimozione o riparazione di un menisco lacerato, oppure la ricostruzione di un legamento).